# Odeleite (Fluss)
Der Odeleite (portugiesisch Ribeira de Odeleite) ist ein Fluss in der Region Algarve Portugals, der zur Gänze durch den Distrikt Faro fließt. Er entspringt ungefähr zehn Kilometer südwestlich der Gemeinde Cachopo, fließt in östlicher Richtung und mündet schließlich in den Guadiana. Ungefähr vier Kilometer vor der Mündung in den Guadiana wird der Odeleite durch die Talsperre Odeleite zu einem Stausee aufgestaut.